# Darby (Pennsylvanie)
Darby est un borough du comté de Delaware en Pennsylvanie.
Darby est située près de la ville de Philadelphie.

## Personnalités
- W. C. Fields (1880-1946), jongleur, humoriste de vaudeville, scénariste et acteur américain, est né à Darby.
- John Joseph Graham (1913-2000), prélat américain de l'église catholique romaine, est mort à Darby.
- Carl Robie (1945-), champion olympique de natation en 1968, est né à Darby.